# Anthony Berkeley Cox
Anthony Berkeley Cox (Watford, 5 de juliol de 1893 - Londres, 9 de març de 1971), més conegut pels seus pseudònims d'Anthony Berkeley i Francis Iles, va ser un escriptor britànic de novel·les de detectius.
Al principi (The Wynchford Poisoning Case, 1926) es relaciona amb l'escola de la novel·la policíaca com la fa Agatha Christie o John Dickson Carr.
Però no és un home d'estar tancat en un motlle i el gènere li sembla limitat en molts aspectes, inclosos els aspectes psicològics i socials.
A continuació, s'embarca en una sèrie d'experiments estructurals - The Poisoned Chocolates Case (1929) ofereix no menys de set diferents solucions per a un cas d'intoxicació - o treballa per fer esclatar les convencions del gènere: a Un gir inesperat (1933) en què el detectiu tracta d'empènyer la policia per detenir el qui ell pensa (erròniament) ser l'assassí, o Un error judicial (1937) que narra el contrari, els esforços d'un assassí, autor d'un crim perfecte, per provar la seva culpabilitat i salvar un innocent de la forca.
Això troba la seva conclusió lògica amb les tres novel·les policíaques psicològiques (una novetat en el moment) que va signar amb el pseudònim de Francis Iles: Deadly Intent (1931), Complicitat (1932) i Pel que fa a la dona (1933). Aquests llibres - el segon dels quals inspirarà Alfred Hitchcock el seu fil Sospita - trencant amb el "whodunit" (el culpable és conegut des del principi) per centrar-se en els personatges.
Va deixar d'escriure a partir de 1939.